# Comuna Victoria, Brăila
Victoria este o comună în județul Brăila, Muntenia, România, formată din satele Mihai Bravu și Victoria (reședința).

## Așezare
Comuna se află în extremitatea de sud a județului, la limita cu județul Ialomița. Prin comună trece șoseaua județeană DJ212, care o leagă spre nord de Stăncuța, Tufești, Gropeni, Tichilești și Chiscani (unde se termină în DN21) și spre sud de Mihail Kogălniceanu (județul Ialomița, unde se termină în DN2A). La Mihai Bravu, din această șosea se ramifică DJ211B, care duce la Bărăganul (DN21) și mai departe la Tătaru.

## Istorie
La sfârșitul secolului al XIX-lea, pe actualul teritoriu al comunei funcționa doar comuna Mihai Bravu, înființată în 1879 prin împroprietărirea însurățeilor, în plasa Balta a județului Brăila, comună formată din satele Mihai Bravu și Cucuta, cu o populație totală de 1138 de locuitori. În comună funcționau 2 școli — una de băieți cu 41 de elevi înființată în 1884 și una de fete cu 32 de eleve, înființată în 1889. În 1925, comuna Mihai Bravu era inclusă în plasa Viziru și se întindea mult spre est și cuprindea satele Mihai Bravu, Berteștii de Sus și Gura Călmățui, precum și cătunele Nicolești, Strâmbu, Stoenești și Cistia, toate având împreună 2347 de locuitori.
Satul de reședință al comunei a apărut în perioada interbelică și figurează ca reședința unei comune de sine stătătoare în legea din 1931 și în Enciclopedia României din 1938.
În 1950, cele două comune au fost incluse în raionul Însurăței, și apoi (după 1960) în raionul Brăila, din regiunea Galați. În 1968, comuna Mihai Bravu a fost desființată, satul fiind inclus în comuna Victoria, comună rearondată județului Brăila.

## Demografie
Componența etnică a comunei Victoria
     Români (94,55%)
     Romi (2,02%)
     Alte etnii (0,06%)
     Necunoscută (3,37%)
Componența confesională a comunei Victoria
     Ortodocși (96,33%)
     Alte religii (0,12%)
     Necunoscută (3,55%)
Conform recensământului efectuat în 2021, populația comunei Victoria se ridică la 3.323 de locuitori, în scădere față de recensământul anterior din 2011, când fuseseră înregistrați 3.721 de locuitori. Majoritatea locuitorilor sunt români (94,55%), cu o minoritate de romi (2,02%), iar pentru 3,37% nu se cunoaște apartenența etnică. Din punct de vedere confesional, majoritatea locuitorilor sunt ortodocși (96,33%), iar pentru 3,55% nu se cunoaște apartenența confesională.
Victoria, Brăila - evoluția demografică

01000200030004000500060001930196019772002populațiePopulația istorică din Victoria, Brăila
Date: Recensăminte sau birourile de statistică - grafică realizată de Wikipedia

## Politică și administrație
Comuna Victoria este administrată de un primar și un consiliu local compus din 13 consilieri. Primarul, Costel Albu[*], de la Partidul Social Democrat, este în funcție din octombrie 2020. Începând cu alegerile locale din 2024, consiliul local are următoarea componență pe partide politice:
|  | Partid                          | Consilieri | Componența Consiliului | Componența Consiliului | Componența Consiliului | Componența Consiliului | Componența Consiliului | Componența Consiliului | Componența Consiliului |
|  | ------------------------------- | ---------- | ---------------------- | ---------------------- | ---------------------- | ---------------------- | ---------------------- | ---------------------- | ---------------------- |
|  | Partidul Social Democrat        | 7          |                        |                        |                        |                        |                        |                        |                        |
|  | Alianța pentru Unirea Românilor | 4          |                        |                        |                        |                        |                        |                        |                        |
|  | Partidul Național Liberal       | 2          |                        |                        |                        |                        |                        |                        |                        |